# Coatepec (municipalité)
La municipalité de Coatepeque est l'une des 212 municipalités de l'État de Veracruz, et est située dans la partie centrale de cet État. Située à l'ouest du golfe du Mexique, la municipalité confine à l'ouest sur les contreforts de la Sierra Madre orientale et du volcan Cofre de Perote, et fait partie du bassin versant nord du fleuve Río Antigua. Son chef-lieu est la ville éponyme de Coatepec. Elle fait partie de la "Zona metropolitana de Xalapa", aire urbaine qui regroupe autour de la ville de Xalapa les municipalités faisant partie de sa sphère d'influence. Elle dépend également de la région administrative de Capital, qui est une des 10 subdivisions administratives de l'État de Veracruz, et qui comprend sa capitale étatique, Xalapa.

## Géographie
La municipalité de Coatepec s'étire du nord-ouest au sud-est dans la partie nord du bassin versant du fleuve Río Antigua, nommé localement ici Río los Pescadores, et qui sert brièvement de limite administrative à l'extrême sud. Elle est ensuite traversée par des affluents de ce fleuve. Tout d'abord à l'est le Río Sordo, qui traverse la municipalité du nord au sud, et sert de limite au sud, puis au nord-est. Plus à l'ouest se trouve le Río Pixquiac, affluent du Río Sordo, qui adopte un cours plus oblique. Viennent ensuite la rivière Río Texolo, elle aussi affluente du Río Sordo, qui sert brièvement de limite au sud, puis son affluent le Paso Limón, qui forme la limite sud-est. Confinant à l'ouest sur les contreforts de la Sierra Madre orientale et du volcan Cofre de Perote, son altitude oscille entre 200 et 2900 mètres. Le Cofre de Perote fait partie de la chaîne volcanique de la cordillère Néovolcanique, et culmine plus à l'ouest à 4282 mètres. Son chef-lieu, la ville éponyme de Coatepec, occupe une position centrale sur le territoire, en rive sud de la rivière Río Pixquiac. Ce territoire couvre une superficie de 202,4 km2, et était peuplé en 2020 de 93 911 habitants, pour une densité de 463,9 habitants par km2.
Cette municipalité fait partie de la Zona metropolitana de Xalapa (es), qui est composée des municipalités de Banderilla, Coatepec, Coacoatzintla, Emiliano Zapata, Xalapa, Jilotepec, Rafael Lucio, Tlalnelhuayocan et Xico, regroupant une population totale de 789 157 habitants.
Elle est limitrophe au nord des municipalités d'Emiliano Zapata, de Xalapa, de Tlalnelhuayocan, et d'Acajate, à l'ouest de celle de Perote, au sud de celles de Xico, de Teocelo et de Tlaltetela, et à l'est de celle de Jalcomulco.

## Composition et démographie
La municipalité était composée en 2020 de 122 localités, dont 4 étaient considérées comme urbaines, les autres étant rurales.
| Localité            | Population |
| ------------------- | ---------- |
| Coatepec            | 55 720     |
| Tuzamapan           | 8300       |
| Pacho Viejo         | 4829       |
| Mahuixtlán          | 3956       |
| Bella Esperanza     | 1857       |
| Reste des localités | 19 249     |
| Total population    | 93 911     |

En plus de l'espagnol, plusieurs langues amérindiennes sont parlées dans la municipalité, dont les principales sont par ordre d'importance : le nahuatl, le zapotèque, et dans une moindre mesure le chontal de Tabasco, l'otomí, le totonaque, le ch'ol et le popoluca.

## Histoire

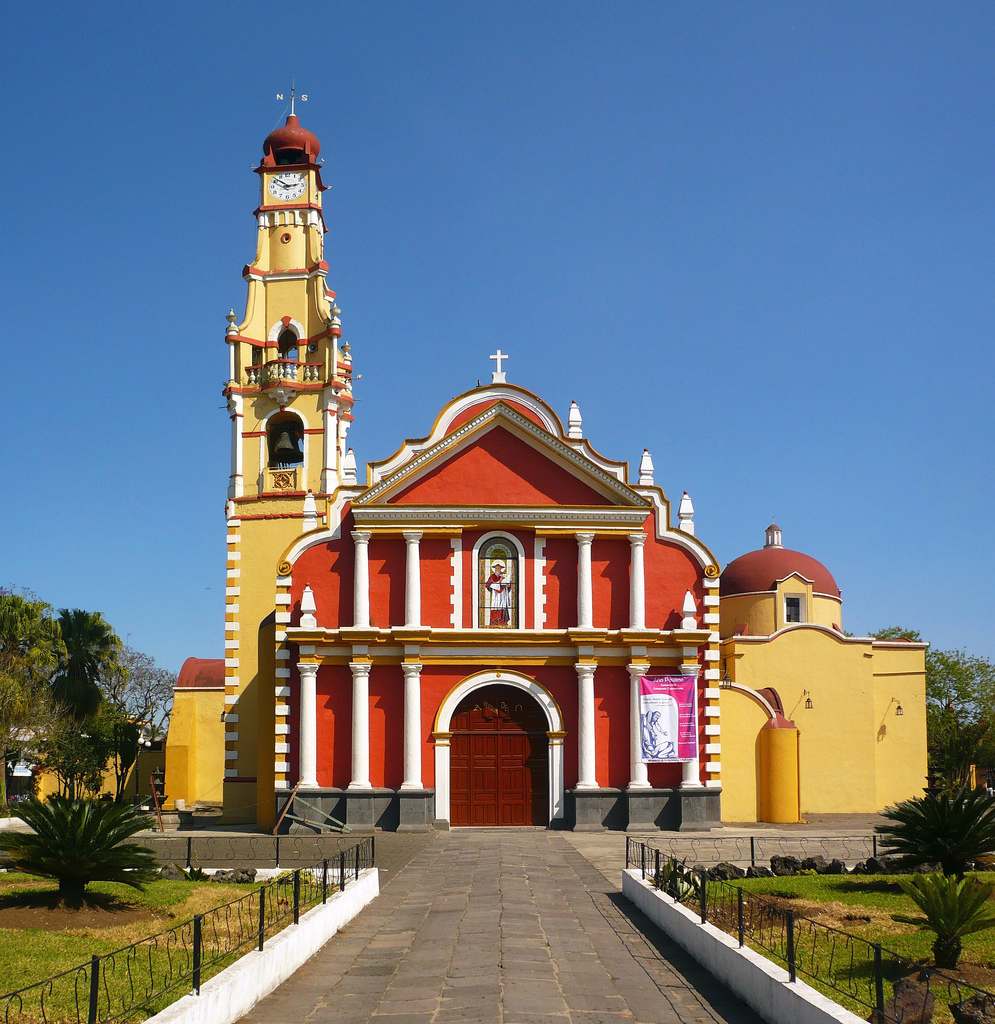
Église San Jerónimo

À l'heure de la conquête du Mexique, le secteur occupé par le peuple des totonaques, qui sont alors membres de la Triple Alliance. Un premier édifice catholique est construit en 1560 par des frères de l'ordre franciscains.
Durant la période hispanique, la paroisse de Coatepec se constitue, son église était dédiée à Saint-Jérôme (San Jerónimo). Sa construction est achevée en 1743.
En 1847, durant la guerre américano-mexicaine, un corps de troupes dirigé par le commandant Juan Clímaco Rebolledo y affronte une armée américaine débarquée à Veracruz.

## Économie

### Agriculture et élevage
La superficie des parcelles semées représentait en 2021 une surface totale de 11 814,1 hectares, parmi lesquels 7336 hectares étaient voués à la culture du caféier, 3702,1 hectares étaient voués à la culture de la canne à sucre, et 321 hectares étaient voués à celle du citron.
En 2021, la production de viande par tonnes comprenait 171 tonnes de viande bovine, 221 tonnes de viande porcine, 26,5 tonnes de viande ovine, 12,9 tonnes de viande caprine, 289,4 tonnes de volailles, et 4,2 tonnes de dinde. La superficie vouée à l'élevage représentait alors 3982 hectares.